# Constantino Prinetti
Pour les articles homonymes, voir Prinetti.
Constantino Prinetti, né vers 1825-1830 à Canobbio et mort en 1855 à Milan, est un peintre Italien  paysagiste.

## Biographie
Constantino Prinetti naît à Canobbio en 1825 ou en 1830. Après avoir étudié à l'Académie de Milan sous Giuseppe Canella, il voyage en Allemagne, aux Pays-Bas, à Paris, en Normandie, en Angleterre et en Écosse. À son retour, il est atteint d'une maladie incurable. Il meurt en 1855 à Milan, selon Antonio Caimi, à l'âge de 26 ans.
Parmi ses œuvres , on peut citer :
- The Brienzer See (1853 et 1855) [2]
- The Battlefield of Näfels (1854), gravé par Salathé[2].
- Dundas Castle[2]
- The Thames and Houses of Parliament Street in Edinburgh[2]
- Street in Edinburgh[2]
- Valsasina[2]
- November Sun on Lago Maggiore
- Monte di Colico
- Grotto of Catullus on Lago di Garda
- View of Edinburgh (1855)